# Puhiwahine
Rihi Puhiwahine Te Rangi-hirawea, de son nom de femme mariée Rihi Gotty, surtout connue sous le nom de Puhiwahine, née vers 1816 et morte le 18 février 1906, est une compositrice néo-zélandaise de chants (waiata) maori. Elle est décrite comme « la plus grande de tous » les poètes et compositeurs maori du XIXe siècle.

## Biographie
Elle naît aux abords de la rivière Taringamotu, près de Taumarunui. Ses deux parents sont de l’iwi (tribu) Ngati Tuwharetoa, mais elle est également d'ascendance Ngati Maniapoto. Jeune fille, elle apprend de sa mère les chants de sa tribu, ainsi que la pratique artistique du poï spécifique aux Ngati Tuwharetoa. Lors de voyages auprès d'autres tribus, elle est remarquée pour « ses talents artistiques, son esprit et son charme ». Elle tombe amoureuse de Hauauru, un jeune chef des Ngati Maniapoto, mais ses frères lui interdisent de l'épouser car elle ne serait que sa seconde épouse, un déclassement social. Leur histoire d'amour est interrompue, mais inspire les chants qu'elle compose par la suite.
Lors d'une visite à l'île du Sud, elle rencontre des Européens à la demeure de Taiaroa, un chef important des Ngai Tahu. Elle apprend « quelques mots d'anglais », qu'elle incorpore à certains de ses chants. Plus tard, dans la baie des Îles dans le nord de la Nouvelle-Zélande, elle se fiance à Te Poihipi, un chef local, mais en l'absence de ses frères elle n'est pas autorisée à l'épouser. Par la suite à Whatiwhatihoe, au pied du mont Pirongia dans le Waikato, elle vit une brève histoire d'amour avec Te Mahutu Te Toko, un chef de l’iwi Maruapoto, « bon chanteur et bon orateur, doté d'un vif sens de la répartie », avant d'être interrompue une nouvelle fois par ses frères Ketu et Maraku. Elle compose pour Te Mahutu un chant d'amour qui demeure populaire à la fin du XXe siècle, et est souvent chanté lors de cérémonies de noces, ou d'adieux. 
« He waiata aroha mo Te Mahutu Te Toko » (chant d'amour pour Te Mahutu Te Toko), :

| Paroles |
| Ka eke ki Wairaka, Ka titiro whakamuri; Kati ko te aroha Te tapui i Kakepuku. Kia rere arorangi Te tihi ki Pirongia, Kei raro koe, e Toko! Taku hoa tungane. Naku ano koe Huri atu ki muri, Mokai te ngakau Te whakatau iho Kia po ruatia E awhi kiri ana. Kati au ka hoki Ki toku whenua tupu, Te wai-koropupu, E ki a mai nei I Hawaiki ra ano, No Ngatoro-i-rangi, I hu ra i Tongariro Ka mahana ki tana kiri. Na Rangi mai ano Nana i marena, Ko Pihanga te wahine, Ai hu, ai hau, Ai marangai kiri, Ki te muri e-i! Kokiri e! |

Vers 1845 elle rencontre puis épouse John Gotty, né Johann Goethe, colon né en Allemagne et qui a anglicisé son nom. Le couple s'installe à Wanganui, gère un hôtel, et a deux fils. Après la mort de son époux en 1893, elle retourne s'installer sur ses terres tribales, et meurt à Ongarue en 1906. 